# Lincoln Wolfenstein
Lincoln Wolfenstein (10. února 1923 Cleveland – 27. března 2015 Oakland) byl americký fyzik, specialista na slabou interakci. Doktorát získal v roce 1949 na Chicagské univerzitě. Poté odešel na Carnegie-Mellonovu univerzitu, kde zůstal 52 let. I v důchodu ale pokračoval ve své práci.
Wolfenstein byl částicový fenomenolog, teoretický fyzik zaměřený primárně na propojení teoretické a experimentální fyziky. V roce 1978 objevil, že by přítomnost elektronů v zemské a sluneční hmotě mohla ovlivnit šíření neutrin. Tato práce vedla k pochopení Michejevova-Smirnovova-Wolfensteinova efektu, což je zvyšování oscilací neutrin v hmotě. Za průkopnickou práci v této oblasti dosal v roce 2005 cenu Bruna Pontecorva.
V roce 1978 byl zvolen členem Národní akademie věd Spojených států amerických. Byl zakládajícím členem výboru pro rozumnou nukleární politiku, zasazoval se za odpovědnou vědu, ale také za práva a svobody jednotlivců. V roce 1992 získal Sakuraiovu cenu od Americké fyzikální společnosti za významné příspěvky ve fyzice slabé interakce.